# 許鎡
許鎡（1530年—1602年），字國器，號白塘，雲南臨安府石屏州人，民籍，明朝政治人物。

## 生平
嘉靖四十三年（1564年）甲子科雲南鄉試第一名。嘉靖四十四年（1565年）聯捷会试二百七十六名，第三甲第八十三名進士。大理寺观政，授浙江嘉善縣知縣，改泰兴县，选贵州道御史，復除本道，升江西佥事，致仕，卒。

## 家族
曾祖許茂；祖父許實；父許英，贈知县；前母馮氏，贈孺人；母段氏，贈孺人。兄許欽、許銓。
子大志、大年、大章；孫弘光。

## 事跡
許鎡為人耿直。拜御史時，拜訪阁臣高拱。席間，高拱問：“我作相较徐存斋如何？”許鎡答道：“老师不如。”徐高震怒击桌，許鎡道： “即此便不如徐。”